# Pescorocchiano
Pescorocchiano település Olaszországban, Lazio régióban, Rieti megyében. Lakosainak száma 1872 fő (2023. január 1.). Pescorocchiano Carsoli, Fiamignano, Marcetelli, Sante Marie, Varco Sabino, Borgorose, Collalto Sabino, Petrella Salto és Tornimparte községekkel határos.

## Népesség
A település lakossága az elmúlt években az alábbi módon változott:
| Lakosok száma | 2044 | 2050 | 1872 |
|               | 2017 | 2018 | 2023 |